# Karleby baptistförsamling
Karleby baptistförsamling är en baptistförsamling i Karleby i Österbotten i Finland. Församlingen grundades den 12 april 1908 med Otto Helén som föreståndare.

## Föreståndare
- 1908–1920: Otto Helén
- 1920–1924: J. P. Isaksson
- 1924-1927: Otto Helén
- 1927–1929: Reinhold Nylund
- 1929–1931: Gunnar Backmamn
- 1932: Alvar Edström
- 1933–1939: Gottfrid Jansson
- 1938–1939: Bertil Nordgren
- 1940–1941: Edvin Svanbeck
- 1951: Roger Berncrantz
- 1956-1957: Anders Nybacka
- 1961–1964: John Mathias Bonn